# Nel mio mondo (singolo Piero Pelù)
Nel mio mondo è un brano di Piero Pelù, l'unico singolo estratto dall'album Presente, e pubblicato il 30 settembre 2005.
La canzone è dedicata al sacerdote Don Andrea Gallo e alla sua opera di accoglienza e recupero degli emarginati. Infatti, il prete di strada appare all'inizio e nel finale del video realizzato per il brano, mentre si accende e fuma il Sigaro toscano.
Questo singolo è l'ultimo pubblicato con la Warner.

## Tracce
1. Nel mio mondo